# Donat Fisch
Donat Fisch (* 16. März 1956 in Bern) ist ein Schweizer Jazzmusiker (Alt- und Tenorsaxophon, Komposition).

## Leben und Wirken
Fisch wuchs in einem kunstinteressierten Elternhaus auf und wollte zunächst Naturforscher werden. Angeregt durch Freunde und den Besuch von Rockkonzerten, begann er autodidaktisch Gitarre zu spielen. 1978 entdeckte er den Jazz und begann, Gitarrenunterricht an der Swiss Jazz School zu nehmen. Unter dem Einfluss von Coltranes Album A Love Supreme wechselte er während des Biologiestudiums, das er 1983 mit einem Thema der Verhaltensforschung abschloss, zum Saxophon. 1986 absolvierte er die Berufsschule der Swiss Jazz School bei Andy Scherrer und Sal Nistico.
Anfangs spielte er Straight Ahead Jazz; dann, schreibt er, «entdeckte ich die frei improvisierte Musik und arbeitete an ihren Berührungspunkten mit traditionellen Formen des Jazz und folkloristischer Musik (John Coltrane, Ornette Coleman…)». 1989 gründete er die Band Fisch im Trio mit dem Bassisten Thomas Dürst und Norbert Pfammatter, die 1993 mit Adrian Mears, 1994 mit Hans Koch und später mit Peter Schärli tourte. Zunehmend begann er sich für konzeptionelle und improvisierte Musik zu interessieren; er arbeitete in der Gruppe Klangarche mit dem Posaunisten Christophe Schweizer und zwei Schlagzeugern (Norbert Pfammatter und Christian Wolfarth) zusammen. 1997 gründete er das Trio Brilliant Corners mit Thomas Dürst und Samuel Rohrer, das später um Philipp Schaufelberger verstärkt wurde. Seit 1998 trat er im Duo mit Christian Wolfarth auf, das bisher drei Alben veröffentlichte. Von 2008 bis 2019 gehörte Andy Scherrer zu seinem Quartett, das aus dem langlebigen Fisch im Trio entstand. Als Sideman war er in den Bands der Trompeter Peter Schärli und Martin Dahanukar sowie in Dominic Eglis Plurism und der Formation Der grosse Bär aktiv.

## Diskographische Hinweise
- Fisch im Trio: Toys (TCB Records 1991)
- Donat Fisch Quartett Intervals and Melodies (Unit Records 1995, mit Hans Koch, Thomas Dürst, Norbert Pfammatter)
- Christian Wolfarth, Donat Fisch Circle and Line (Unit Records 1999)
- Donat Fisch, Christian Wolfarth: Circle & Line 2 (Leo Records 2009)
- Donat Fisch Quartett Lappland (Unit Records 2011, mit Andy Scherrer, Bänz Oester, Norbert Pfammatter)[4]
- Donat Fisch, William Evans, Bänz Oester, Jorge Rossy, Andy Scherrer Schlitten (QFTF 2017)[5]
- Donat Fisch Quartett Live am Jazzfestival Willisau 2011 (QFTF 2018)